# 660 до н. е.

## Події
- 11 лютого — за легендами вождь японських племен Дзімму заснував державу Японія і поклав початок імператорському роду країни.
- Скориставшись труднощами, які мала Ассирія, фараон Псамметіх I оголосив себе незалежним правителем.
- Демократичний переворот на Хіосі.
- Близько цього року завершилася Лелантська війна, яка виснажила обидва міста-держави на Евбеї, які її почали.

### Астрономічні явища
- 16 червня. Часткове сонячне затемнення.[1]
- 11 листопада. Часткове сонячне затемнення.[1]
- 11 грудня. Часткове сонячне затемнення.[1]